# Skaugum

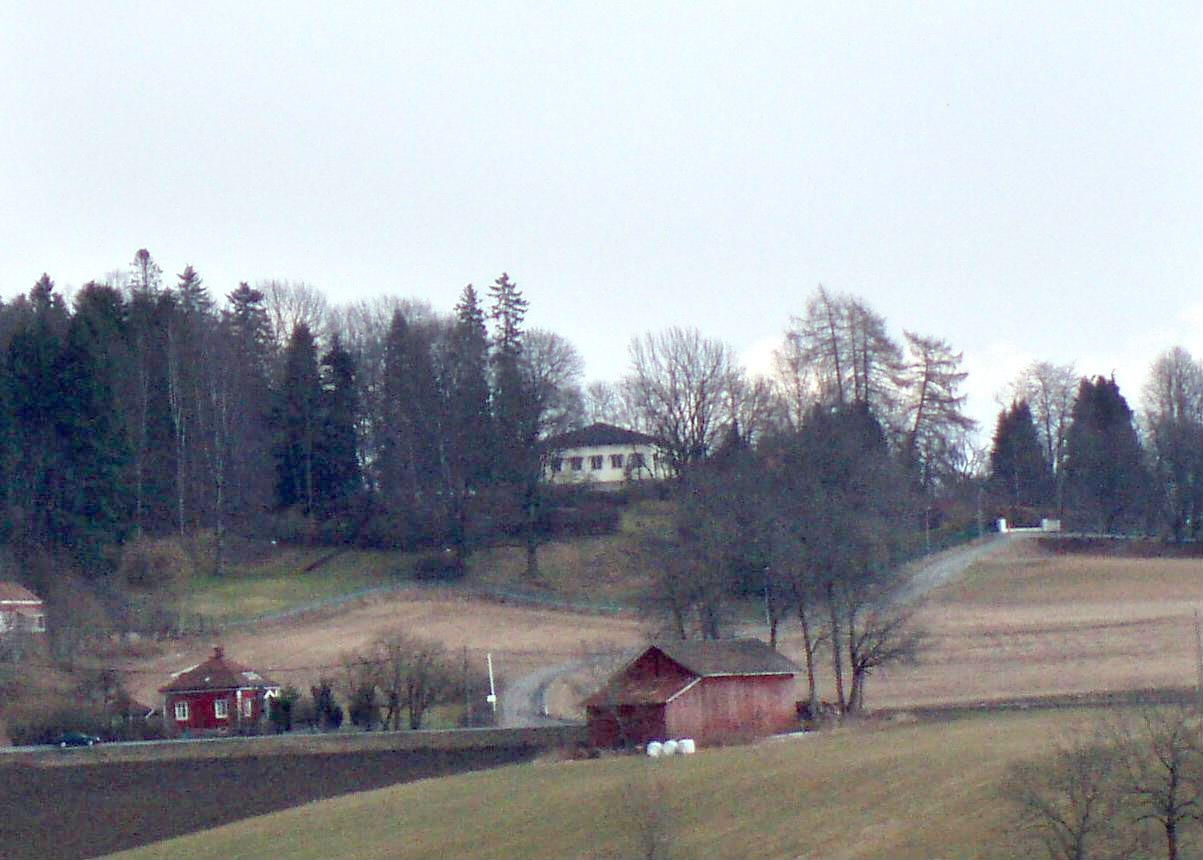
A propriedade de Skaugum vista do oeste.

Skaugum é a residência oficial de Haakon, Príncipe Herdeiro da Noruega e de sua esposa, Mette-Marit, Princesa Herdeira da Noruega, desde 2001. A propriedade está localizada na cidade de Asker, aproximadamente 15 km ao sudoeste de Oslo.

## História
Uma propriedade da Igreja durante a Idade Média, ela foi passada para diversos proprietários até 1909, quando Fritz Wedel Jarlsberg a comprou. Quando Olavo, Príncipe Herdeiro da Noruega e a princesa Marta da Suécia casaram-se em 1929, Wedel Jarlsberg deu-a como presente do casamento ao casal.
A construção original foi destruída por um incêndio em 1930. O arquiteto norueguês Arnstein Arneberg projetou uma nova estrutura, inteiramente nas fundações da residência antiga.
Em 1968, o Rei Olavo V deu a propriedade como um presente de casamento ao seu filho, o então príncipe herdeiro Haroldo (Haroldo) e para a então princesa consorte Sônia.